# Durk Pearson
Durk Pearson nació en Illinois, Estados Unidos en el año 1943 y es un investigador científico, conocido por ser autor de libros sobre longevidad y nutrición.

## Primeros años
Estudió en el Instituto Tecnológico de Massachusetts y fue miembro de la MIT Science Fiction Society. Se graduó con una triple maestría en física, biología y psicología.

## Carrera
En su profesión, tiene patentes en el área de recuperación de esquistos bituminosos y arenas alquitranadas, láseres y holografía. Además colaboró con el diseño de equipos y experimentos para el transbordador espacial de la NASA. 

## Publicaciones
Junto a Sandy Shaw, es autor de Life Extension: A Practical Scientific Approach, además de haber escrito numerosos artículos sobre prolongación de la vida, mejora de la cognición, pérdida de peso y otros aspectos de la nutrición.